# فرانک دیلین
فرانک دیلین (انگلیسی: Frank Dillane)یک بازیگر انگلیسی و فرزند استیون دیلین است.
او بیشتر با بازی در نقش‌های تام ریدل جوان در فیلم هری پاتر و شاهزاده دورگه و نیک کلارک در سریال از مردگان متحرک بترسید شناخته می‌شود.او همچنین در فیلم چگونه یک دختر درست کنیم بازی کرده است.